# Ржавец (Харьковская область)
Ржавец (укр. Ржавець) — село,
Яковлевский сельский совет,
Харьковский район,
Харьковская область, Украина.
Код КОАТУУ — 6325185503. Население по переписи 2001 года составляет 359 (229/130 м/ж) человек.

## Географическое положение
Село Ржавец находится на правом берегу реки Ржавчик, недалеко от её истоков,
ниже по течению на расстоянии в 6 км расположен город Мерефа.
На реке сделана большая запруда.
Село состоит из двух частей, разнесённых на 1 км.
Рядом проходит автомобильная дорога М-18 (E 105). Имеет очень красивый и разнообразный ландшафт степной местности.

## История
- 1696 — дата основания.[1]

## Экономика, медицина, культура
- Ржавецкий психоневрологический интернат.
- Фельдшерско-акушерский пункт.
- Библиотека (в помещение ФАПа).

## Достопримечательности
- Братская могила советских воинов. Похоронено 253 воина.